# Tatai Barokk Fesztivál
A Tatai Barokk Fesztivál egy rendezvénysorozat Tatán, ahol komolyzenei hangversenyek, képzőművészeti kiállítások és előadások tekinthetők meg.

## Története
A fesztivál, melyet 2000 óta augusztus utolsó hetében rendeznek meg,  öt művészeti műfajban kínál programokat: zene, képzőművészet, tánc, irodalom, színház.   A Tatai Barokk Fesztivál elindítója Szatmári Sarolta művészettörténész volt. Néhány éven keresztül Schmidt Mónika, az Esterházy énekegyüttes művészeti vezetője volt a barokk rendezvények koordinátora, majd 2007-től Dezső Marianna zongoraművész-tanár, fesztiváligazgató, a Concerto Nonprofit Kft ügyvezetője irányításával valósulnak meg a komplex művészeti programok.A Barokk Fesztivál rendezvényeihez kapcsolódva  2007 óta párhuzamosan szervezi meg a Schiffer Ervin Nemzetközi Zenei Mesterkurzust  világhírű művésztanárok irányításával. A kurzuson részt vevő növendékek aktív szereplői a barokk fesztiválprogramoknak.

## Célja
A  fesztivál célja  Tata csodálatos természeti adottságait, barokk építészeti, művészeti emlékeit bemutatva, az Esterházy család szellemiségének hátterével komplex programmal gazdagítsa városunk kulturális életét. Fontosnak tartjuk, hogy a helyi művészeti együttesek, intézmények mellett nemzetközi hírű alkotó és előadóművészek is szerepet kapjanak a rendezvényeken.

## Fellépők
Az elmúlt években számos helyi művészeti együttes és nemzetközi hírű művész volt már a fesztivál vendége:  Kertesi Ingrid operaénekes, Vígh Andrea hárfaművész,  Dobozy Borbála, Soltész Anikó  csembalóművészek, a Haydn Baryton Trio Kónya István lantművész, az Archangelo kamarazene együttes, Szokolay Dongó Balázs furulyaművész, az Excanto együttes, Fassang László, Tóka Szabolcs, Tóka Ágoston, Mészáros Zsolt Máté, Vadász Attila  orgonaművészek, a Fourtissimo - Voice§Brass rézfúvós együttes;  a Servitori di Musica, a Campany Canario Historikus táncegyüttes és még sokan mások. A helyi művészeti csoportok közül a fesztivál állandó szereplői az Egressy kórus és az Esterházy énekegyüttes, Tatai Versbarátok köre, KEM Képző és iparművészei, Kézműves Egyesület népművészei. Különböző művészeti területek neves kutatói, előadói is gazdagítják   barokk rendezvényeken, mint pl. Kövesdi Mónika művészettörténész, Solymosi Tari Emőke zenetörténész, Bali János néprajzkutató, Német Zita tájépítész, 

## Külső hivatkozás
- Barokk Fesztivál Tata - Fesztivalportal.hu
- 12. Tatai Barokk Fesztivál
- 11. Tatai Barokk Fesztivál
- 10. Tatai Barokk Fesztivál
- A színház varázslatos világa - 2011. 08. 27. - Barokk Fesztivál - Tata
- Versailles-i rögtönzés - Augusztus 28. 18:00 - Tata, Barokk Fesztivál[halott link]
- Tatai barangolások, fényképes városi túraajánlatok
- Fesztiválon elevenedik meg a barokk kor[halott link]
- Reneszánsz Tánciskola a Barokk Fesztiválon
- Barokk fesztivál Tatán